# 30 I nostri anni
30 I nostri anni è il terzo album dal vivo degli Stadio, pubblicato da EMI Italiana e Capitol Records, disponibile su CD (catalogo 0999 721556 2 2) e per il download in formato digitale dal 30 ottobre 2012 per commemorare i 30 anni di attività del gruppo.
Il 24 novembre 2012 all'Auditorium Conciliazione di Roma, il gruppo ha celebrato ufficialmente il trentennale insieme ad amici, collaboratori del mondo della musica e dello spettacolo, personaggi sportivi, con la festa "STADIO Friendly Gala", evento pubblico (già esaurito alla prevendita) replicato il 12 dicembre al Teatro Manzoni di Bologna.
Lo stesso giorno è stata resa disponibile gratuitamente per il download un'applicazione contenente materiale di repertorio ed inedito, notizie, discografia, video, auguri e curiosità sulla festa.
Il 20 gennaio 2013 è iniziato ufficialmente il nuovo I nostri 30 anni tour, che toccherà le principali città italiane.
Il 23 luglio 2013 a Marina di Carrara, Curreri e gli Stadio ricevono il riconoscimento speciale "Targa Lunezia", durante l'edizione 2013 del Premio Lunezia, per il loro trentennale.

## Il disco
Album corredato da un booklet digitale scaricabile gratuitamente, insieme ai medley Vorrei/Chi te l'ha detto/Acqua e sapone e Ballando al buio/Lo zaino/Guardami/Cortili lontani/Il segreto, solo a fronte di un acquisto on-line di tutti i brani.
Il CD contiene:
- 3 brani inediti, registrati allo studio Fonoprint di Bologna. Per ciascuno di essi è stato prodotto anche un videoclip[1].
- 10 canzoni dal vivo suonate dal gruppo con Fabrizio Foschini, Maurizio Piancastelli e l'accompagnamento della Sanremo Festival Orchestra diretta dal Maestro Bruno Santori, che ne ha curato gli arrangiamenti.
Questi brani sono stati registrati al Teatro del Casinò di Sanremo e al Teatro Donizetti di Bergamo, in occasione della diretta radiofonica dei concerti organizzata da "Radio Italia Solo Musica Italiana"[1].

## I brani
Inediti
- I nostri anni
Singolo che anticipa l'album, collaborazione con Fabrizio Moro che duetta col gruppo e scrive il testo. Fabrizio Foschini cura l'arrangiamento e suona il piano.
- Bella
Secondo singolo, vede i ritorni di due collaboratori storici del gruppo: Luca Carboni per il testo e Fabio Liberatori per musica e tastiere. L'arrangiamento è di Andrea Fornili.
- Dall'altra parte dell'età
Nel testo è presente un ricordo dell'amico Lucio Dalla, "il Ragno", anche lui collaboratore del gruppo agli esordi. Arrangiamento di Andrea Fornili.

## Tracce
Gli autori del testo precedono i compositori della musica da cui sono separati con un trattino. Nessun trattino significa contemporaneamente autori e compositori.
1. I nostri anni (feat. Fabrizio Moro) – 4:14 (testo: Fabrizio Moro – musica: Fabrizio Foschini, Gaetano Curreri) – Inedito, da studio
2. Bella – 4:25 (testo: Luca Carboni – musica: Fabio Liberatori) – Inedito, da studio
3. Dall'altra parte dell'età – 4:15 (testo: Alberto Pioppi, Gaetano Curreri – musica: Andrea Fornili) – Inedito, da studio
4. Ferma la felicità – 4:07 (testo: Saverio Grandi – musica: Saverio Grandi, Gaetano Curreri)
5. Sorprendimi – 4:21 (testo: Saverio Grandi – musica: Saverio Grandi, Gaetano Curreri)
6. Fine di un'estate – 4:19 (testo: Saverio Grandi – musica: Saverio Grandi, Gaetano Curreri)
7. ... E mi alzo sui pedali – 4:48 (testo: Giancarlo Bigazzi, Saverio Grandi, Gaetano Curreri – musica: Marco Falagiani)
8. medley Verdone – 10:27
9. medley Vasco – 6:29
10. Gaetano e Giacinto – 4:50 (testo: Andrea Mingardi – musica: Saverio Grandi, Gaetano Curreri)
11. Per la bandiera – 5:59 (testo: Francesco Guccini, Saverio Grandi – musica: Saverio Grandi, Gaetano Curreri)
12. medley ballate – 15:14
13. Chiedi chi erano i Beatles – 6:06 (testo: Norisso – musica: Gaetano Curreri)

## Formazione
Gruppo
- Gaetano Curreri - voce
- Andrea Fornili - chitarre, tastiere, programmazioni, arrangiamento (2,3)
- Roberto Drovandi - bassi elettrici 4/5 corde
- Giovanni Pezzoli - batteria

Altri musicisti
- Fabrizio Foschini - pianoforte e arrangiamento (traccia 1)
- Fabio Liberatori - pianoforte, Fender Rhodes e minimoog (traccia 2)
- Fabrizio Foschini - tastiere (tracce 4-14)
- Maurizio Piancastelli - tromba, cori, flicorno, tastiere e percussioni (tracce 4-14)
- Sanremo Festival Orchestra - strumenti ad arco (tracce 4-14)
- Bruno Santori - direzione d'orchestra e arrangiamento (tracce 4-14)